# 托马斯·汤森·布朗
托马斯·汤森·布朗（Thomas Townsend Brown，1905年3月18日—1985年10月22日），美国物理学家，出身於俄亥俄州曾斯維爾。1921年，布朗发现别费尔德-布朗效应。1930年加以美國海軍，參與多項國防計畫。